# 5718 Roykerr
5718 Roykerr eller 1983 PB är en asteroid i huvudbältet som upptäcktes den 4 augusti 1983 av det nyzeeländska astronomparet Pamela M. Kilmartin och Alan C. Gilmore vid Mount John University Observatory. Den är uppkallad efter matematikern Roy Patrick Kerr.